# Castelul Waldenstein
Castelul Waldenstein este situat lângă Bad Sankt Leonhard și  Wolfsberg, Kärnten, Austria. Prin anii 1150 a fost clădită ca și cetate prin ordinul Episcopiei din Bamberg. Intre secolele XII și XIII este proprietatea nobililor Ugnad von Sonnegg, care vor modifica prin secolul XV cetatea în castel cu o arhitectură gotică. Castelul devine în secolul XVI prin învățătura lui Martin Luther un centru al Reformației relogioase.